# Mombaldone
Mombaldone là một đô thị ở tỉnh Asti vùng Piedmont thuộc Ý, nằm ở vị trí cách khoảng 70 km về phía đông nam của Torino và khoảng 40 km về phía đông nam của Asti. Tại thời điểm ngày 31 tháng 12 năm 2004, đô thị này có dân số 257 người và diện tích là 12,2 km².
Mombaldone giáp các đô thị: Denice, Montechiaro d'Acqui, Roccaverano và Spigno Monferrato.